# Étienne de Bavière
Étienne de Bavière, né en 1385, décédé en 1459. Il fut comte palatin de Simmern et duc palatin de Deux-Ponts de 1410 à son abdication en 1444.

## Biographie
Fils de Robert III du Palatinat (roi Robert Ier) et d’Élisabeth de Nuremberg.
Étienne de Bavière épousa en 1410 Anne de Veldenz, fille et héritière du comte Frédéric III, qui possédait le comté de Veldenz et la moitié de celui de Sponheim.
Sept enfants sont issus de cette union. Au décès d’Étienne de Bavière, ses possessions sont partagées entre ses enfants : son fils Frédéric hérite du comté de Simmern et de la partie de celui de Sponheim héritée de Frédéric de Veldenz ; et Louis du comté de Veldenz ainsi que celui de Deux-Ponts, légué aux Wittelsbach par le dernier comte de la lignée des Saargau.

## Descendance
- Anne de Bavière (1413-1455), en 1435 elle épousa Vincent von Mörs
- Marguerite de Bavière (1416-1426)
- Frédéric Ier de Palatinat-Simmern (en) (1417-1480), comte palatin de Simmern et de Sponheim fondateur de la branche de Palatinat-Simmern. Il fut le père du duc Jean Ier de Palatinat-Simmern, le grand-père du duc Jean II et l'arrière-grand-père du duc Frédéric II de Palatinat-Simmern, qui en 1559 hérita le Palatinat électoral d’Othon-Henri du Palatinat – de la branche aînée des Wittelsbach – et devint ainsi électeur palatin sous le nom de Frédéric III du Palatinat.
- Robert de Bavière (1420-1478), il fut évêque de Strasbourg
- Étienne de Bavière (1421-1485)
- Louis Ier de Bavière, comte palatin de Deux-Ponts et de Veldenz, fondateur de la branche de Palatinat-Deux Ponts.
- Jean de Bavière (1429-1475), il fut archevêque de Magdebourg

Étienne de Bavière figure parmi les ancêtres d'Élisabeth de Wittelsbach, des rois de Bavière, des ducs en Bavière. Il est également un des ascendants de François-Joseph Ier d'Autriche.